# Château Holland (Hasselt)
Le château Holland est un château située dans la commune belge de Hasselt.

## Histoire
Le parc actuel avec étang, au nord-est de l'hôpital, remonte à un ancien domaine appelé Holland, qui est répertorié comme une ferme sur la carte de Ferraris (1774-1775). Sur le plan cadastral primitif, la propriété, située entre le Sint-Jansbeek et le Hollandtsteeg, se compose de bâtiments avec une cour carrée, entourée d'un terrain d'agrément, d'une prairie avec étang, forêt, verger comme terre d'agrément, jardin, terre arable comme terre d'agrément, terre arable et forêt. 
En 1925, le château avec parc, ferme et terres, de plus de 11 hectares, appartenant à l'époque au baron Coppieters 't Wallant, est vendu. Un hôpital ouvre ses portes le 1er janvier 1926. L'architecte Huib Hoste en aurait signé des plans.

## Le parc

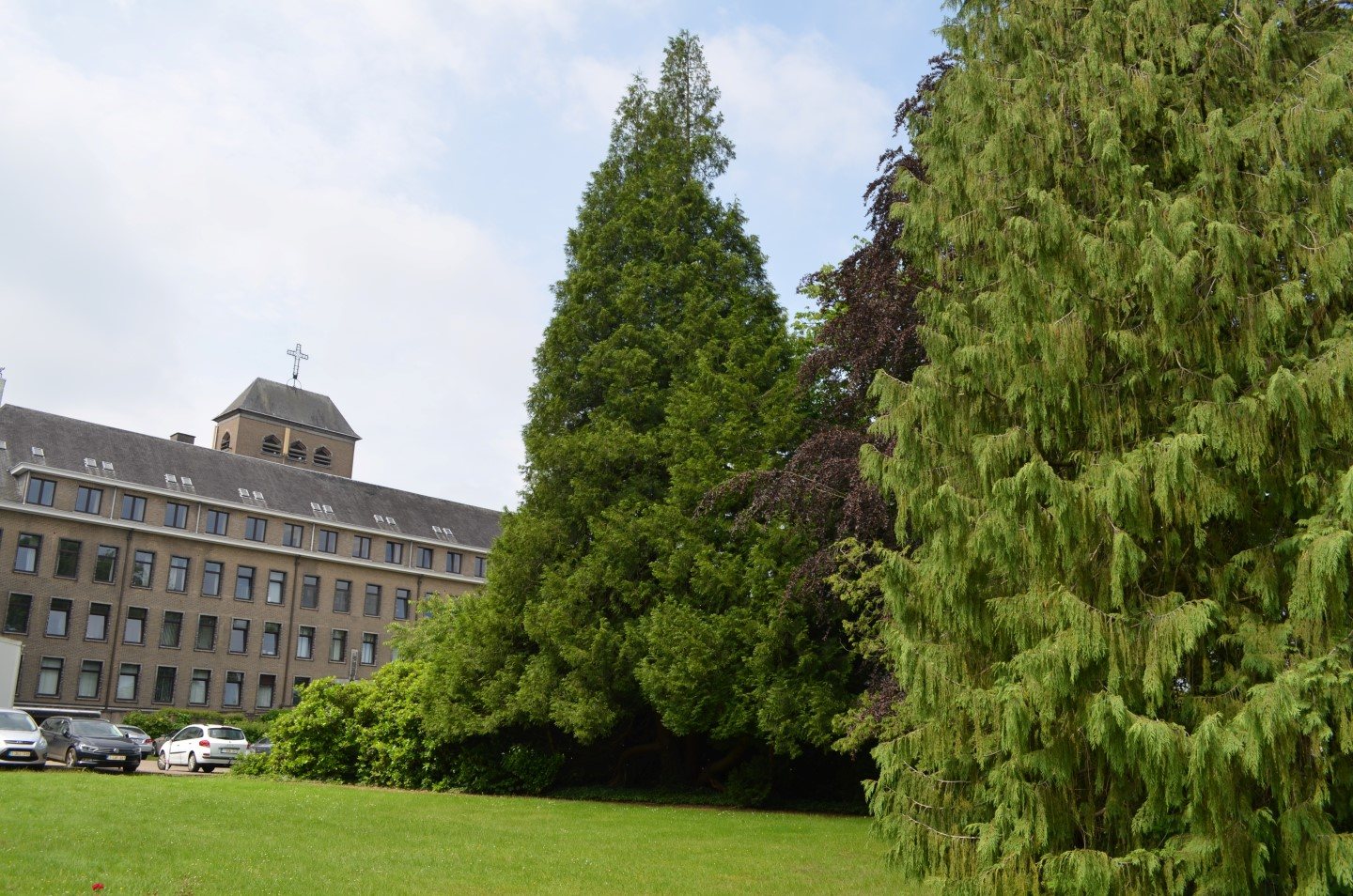